# Uniwersytet w Rennes 2 Górna Bretania
Uniwersytet w Rennes 2 Górna Bretania (Université Rennes 2 Haute Bretagne) jest to francuski uniwersytet z siedzibą w mieście Rennes. Powstał w 1969 decyzją rozdzielenia ówczesnego Uniwersytetu w Rennes.

## Wydziały na Uniwersytet w Rennes 2 Górna Bretania
- Wydział Nauk Językowych
- Wydział Literatury, Sztuk Pięknych i Komunikacji
- Wydział Nauk Społecznych
- Wydział Nauk Humanistycznych
- Wydział Edukacji Fizycznej

Źródło: 